# اندره لوهین
اندره لوهین (بلاروسی: Андрэй Іванавіч Лугін؛ زادهٔ ۱ آوریل ۱۹۵۹) قایقران روئینگ اهل بلاروس است.